# Hotter than Hell Tour
Hotter Than Hell Tour es la primera gira oficial de conciertos de la cantante albano-británica Dua Lipa como anfitriona, en apoyo de su álbum debut de estudio, de título homónimo Dua Lipa. El nombre de la gira hace referencia su sencillo «Hotter than Hell». Cabe destacar que la gira se llevó a cabo antes del lanzamiento del álbum en 2017.

## Fechas
| Fecha                  | Ciudad     | País         | Lugar                 |        |
| Europa                 | Europa     | Europa       | Europa                | Europa |
| ---------------------- | ---------- | ------------ | --------------------- | ------ |
| 5 de octubre de 2016   | Dublín     | Irlanda      | The Academy           |        |
| 7 de octubre de 2016   | Mánchester | Reino Unido  | Gorilla               |        |
| 10 de octubre de 2016  | Londres    | Reino Unido  | KOKO                  |        |
| 14 de octubre de 2016  | Bruselas   | Bélgica      | Ancienne Belgique     |        |
| 15 de octubre de 2016  | Ámsterdam  | Países Bajos | Paradiso              |        |
| 17 de octubre de 2016  | Copenhague | Dinamarca    | Lille Vega            |        |
| 19 de octubre de 2016  | Berlín     | Alemania     | Heimathafen           |        |
| 20 de octubre de 2016  | Hamburgo   | Alemania     | Mojo Club             |        |
| 22 de octubre de 2016  | Colonia    | Alemania     | Kantine               |        |
| 24 de octubre de 2016  | Frankfurt  | Alemania     | Gibson Club           |        |
| 25 de octubre de 2016  | Múnich     | Alemania     | Backstage Werk        |        |
| 28 de octubre de 2016  | Milán      | Italia       | Tunnel Club           |        |
| 2 de diciembre de 2016 | Birmingham | Reino Unido  | O2 Academy Birmingham |        |